# Iraono Gambo
Iraono Gambo is een bestuurslaag in het regentschap Nias Barat van de provincie Noord-Sumatra, Indonesië. Iraono Gambo telt 1350 inwoners (volkstelling 2010).